# Игнатов, Евгений Викторович
Евге́ний Ви́кторович Игна́тов (11 марта 1979, Воронеж) — российский гребец-каноист, спринтер, выступающий за сборную России с 2000 года. Шестикратный чемпион мира, многократный победитель европейских и национальных первенств, многократный призёр этапов Кубка мира. Заслуженный мастер спорта.

## Биография
Евгений Игнатов родился 11 марта 1979 года в Воронеже. Заниматься греблей начал уже в возрасте семи лет под руководством собственного отца. После окончания школы поступил в Воронежский государственный институт физической культуры, а в 2000 году благодаря череде удачных выступлений на молодёжном уровне сумел пробиться в основной состав взрослой сборной страны и стал принимать участие в крупнейших международных стартах. В дебютном сезоне показывал довольно неплохие результаты и был признан лучшим спортсменом Воронежской области. Год спустя одержал победу на молодёжном чемпионате Европы, регулярно попадал на призовые места различных этапов Кубка мира.
Тренером спортсмена является Александр Львович Абрамянц.
На чемпионате мира 2005 года в Загребе в паре с Николаем Липкиным выиграл дистанцию 200 м. В следующем сезоне познакомился с молодым гребцом Иваном Штылем и стал выступать с ним в двойке на двухсотметровых дистанциях. Так, уже на чемпионате мира в венгерском Сегеде они взяли в этой дисциплине золотые награды, а год спустя на мировом первенстве в немецком Дуйсбурге защитили звание чемпионов, при этом с четвёркой, куда помимо Липкина и Штыля вошёл Евгений Дорохин, Игнатов выиграл серебро. Не менее богатым на медали для него получился и 2009 год, когда на чемпионате мира в канадском Дартмуте он удостоился звания чемпиона в программе эстафеты 4×200 м, а с двойкой дважды финишировал вторым, сначала на 200 м, потом на 500.
Череда успешных выступлений продолжилась и в следующем сезоне, например, на мировом первенстве 2010 года в польской Познани Игнатов вновь взошёл на верхнюю ступень пьедестала, был первым в эстафете, кроме того, показал второй результат в состязаниях двоек на 200 м. Спустя год в Сегеде завоевал уже шестую золотую медаль мирового достоинства, придя первым в эстафете. Хотел принять участие в летних Олимпийских играх 2012 года в Лондоне, однако их двойка не смогла пройти квалификацию.
Помимо традиционного каноэ Евгений Игнатов занимается также греблей на лодках «дракон», добыл в этой дисциплине немало трофеев. Неоднократно участвовал в так называемом индейском многоборье, имеет титулы чемпиона России и Европы в этом виде спорта. Интересуется политикой, получил в этой области второе высшее образование, окончив Российскую академию государственной службы. Женат, есть сын и дочь.